# ان‌سی‌آر

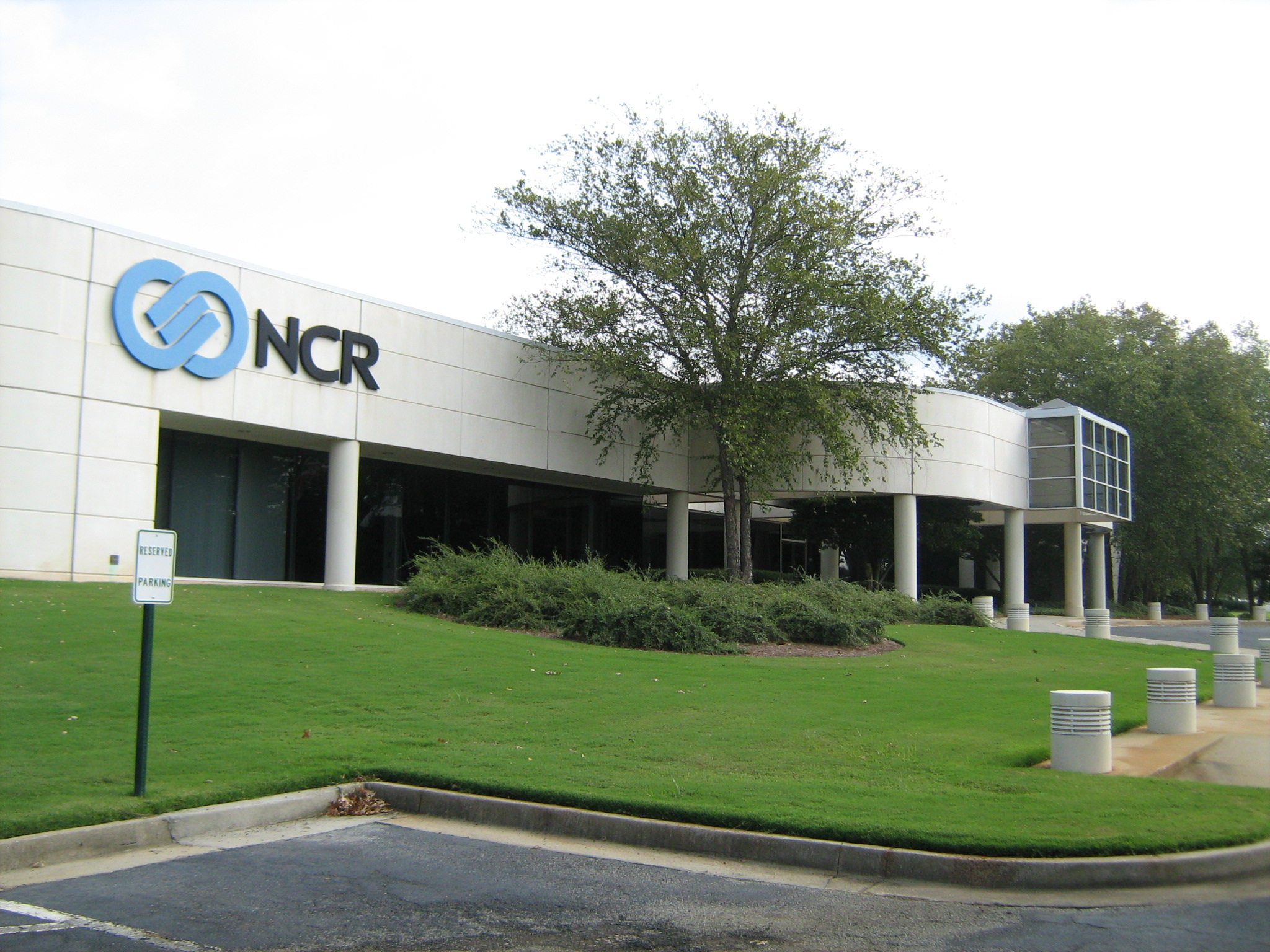
ساختمان مرکزی ان‌سی‌آر در دولوت، جورجیا

ان‌سی‌آر (به انگلیسی: NCR) شرکت الکترونیکی و رایانه‌ای آمریکایی است، که در زمینه ساخت سخت‌افزار رایانه شخصی و نرم‌افزار فعالیت می‌نماید.
شرکت ان‌سی‌آر در سال ۱۸۸۴ راه‌اندازی شد، در ۱۹۸۸ توسط ای‌تی اند تی خریداری شد و در پی تجدید ساختار کمپانی ای تی اند تی در ۱۹۹۶ این شرکت نیز در ۱ ژانویه ۱۹۹۷ تفکیک و به‌عنوان یک شرکت مستقل ثبت گردید.
در حال حاضر در سراسر دنیا ان سی ار به عنوان متخصص در زمینه طراحی و ساخت دستگاه‌های خودپرداز شهرت یافته‌است که دستگاهای مدرن و به روز شرکت در اکثر کشورهای توسعه یافته در حال کار می‌باشد. در بعضی مناطق آسیایی و بخش‌هایی از اروپا با توجه به اینکه دستگاهای جدید ان سی ار استفاده نمی‌شوند این کشورها از دستگاهای تولید سال‌های قبل ان سی ار تحت عنوان ریفربیشد یا بازسازی شده‌استفاده می‌کنند که می‌توان به مدل‌های 5886 و 5887 اشاره کرد.
با توجه به توقف تولید این دستگاه‌ها در سالیان گذشته اما به علت کارایی بالای این مدل‌ها هنوز در برخی کشورها استفاده می‌شوند.
این شرکت در حال حاضر دارای تخصص در زمینه ساخت دستگاه‌های خودپرداز، بارکدخوان، سیستم‌های تشخیص چک، همچنین رایانه‌های شخصی و سرورهای رایانه می‌باشد. دفتر مرکزی این شرکت در شهر دولوت، جورجیا، ایالات متحده آمریکا قرار دارد و سهام آن در بازار بورس نیویورک معامله می‌شود.